# Chełmce (stacja kolejowa)
Chełmce – stacja kolejowa na magistrali węglowej w Morgach (powiat inowrocławski).